# Каширіна Глафіра Олексіївна
Глафіра Олексіївна Каширіна (Іра Каширіна) (1920, село Сергіївка, Тамбовська губернія — 1 серпня 1943, Красний, Краснодарський край) — льотчиця, учасниця Другої Світової війни, штурман 46-го гвардійського бомбардувального жіночого авіаполку, кавалер Ордена Червоного Прапора.

## Біографія
Глаша Каширіна народилася в 1920 році в селі Сергіївка, потім жила в селі Семенецке (нині Краснинського району Липецької області). Пізніше переїхала з матір'ю в місто Перово в Підмосков'ї. 
Закінчила школу № 3 в Перово. Під час навчання вступила до Московського аероклубу, адже з дитинства мріяла бути авіатором, і закінчила його до початку війни. 

### Друга Світова війна
З початком Другої Світової війни добровольцем вступила до Червоної Армію . Закінчила Енгельську авіаційну школу. Була розподілена до 588-й нічного легкобомбардувального авіаполку, зарахована авіамеханіком у 1-шу ескадрилью під командуванням Серафими Амосової. 
Наприкінці травня 1942 р. полк прибув на фронт. Виконував бойові завдання на річках Міус, Сіверський Донець, Дон, в передмістях Ставрополя. 
У серпні 1942 року був отриманий наказ терміново перебазуватися на нову точку. Полк швидко знявся з місця, залишивши на аеродромі всього два літаки. У одного з них був несправний мотор, його ремонтом займалися механік Каширіна та старший інженер полку Софія Озеркова . Машина, що доставила необхідні деталі, прибула надто пізно, до села вже підступали німці. Літак було вирішено спалити і добиратися в розташування своїх військ на автомобілі, а коли він зламався, — пішки. Близько трьох тижнів дівчата вибиралися з нацистського тилу. Нарешті, вони вийшли до Моздока, де розташовувалися частини Червоної Армії. До цього часу Глафіра вже була хвора на тиф. Озеркова, розшукавши коменданта міста, здала її у фронтовій шпиталь, а сама повернулася в полк. Понад місяць про їхню долю нічого не було відомо. Згідно з офіційними документами, Каширіна та Озеркова вважалися зниклими безвісти. 
Після лікування Каширіна повернулася в свою частину. Через деякий час була зарахована до штурманської групи, вчилася і продовжувала працювати авіамеханіком. Іспити на штурмана Глафіра здала на відмінно і незабаром отримала дозвіл вилітати на завдання. 
В ніч з 22 на 23 квітня 1943 року бомбили скупчення військ противника на висотах між Новоросійськом і «Малої землею». Глафіра Каширіна вилетіла з заступником командира ескадрильї Євдокією Носаль. На зворотному шляху їх літак був атакований німецьким винищувачем.
Блиснув спалах, і не встигла передати Іра про це льотчиці, як в кабіні Дусі спалахнула вогненна куля. На якусь мить Каширіну засліпило, але вже через секунду вона побачила, що голова Дусі схилилася на плече. Літак почав кренитися, швидко втрачав швидкість. Іра не встигла по-справжньому зрозуміти, що трапилося, а машина з дедалі більшою швидкістю мчала назустріч землі.
— Дуся, Дусенька, рідна! — кричала Іра. Вона стала згадувати дії льотчика в повітрі. Взялася за управління, але відразу зрозуміла, що педалі затиснуті сповзаючим з сидіння тілом льотчиці. Тоді Іра однією рукою намагалася стримати на сидінні мертве тіло подруги, а інший взялася за управління. Літак продовжував падати, ще мить — і все було б скінчено. Неймовірним зусиллям їй вдалося на малій висоті вивести машину в горизонтальне положення, а потім знову набрати висоту. Після цього Іра розгорнула «ластівку» курсом на аеродром. У неї оніміли руки. Вести літак ставало все важче. Раптом в моторі пролунав тріск: з землі, ймовірно, били зенітки. З'явилися пробоїни у фюзеляжі, на стабілізаторі і плоскістях. «Дотягнути до аеродрому, — думала Іра, — чого б це не коштувало». З'явилася лінія фронту.
Мертве тіло Дусі продовжувало натискати на управління, заклинювало його, тому весь шлях Ірі довелося вести літак однією рукою. Іншою вона підтримувала тіло подруги. Бовтанка в повітрі забирала останні сили. Але ось і аеродром. Каширіна довго кружляла над полем, не наважуючись приземлитися. Потім зробила посадку, першу самостійну посадку в нічних умовах. Зуміти посадити поранений літак без навичок керування машиною! Таке під силу тільки людині міцної волі і неабиякої мужності.
— М. П. Чечнева, 2006

30 квітня 1943 року за проявлену мужність і вміння та порятунок літака Каширіна була нагороджена Орденом Червоного Прапора. 
9 червня 1943 року відбулася церемонія вручення полку гвардійського прапора. Прапороносцем була призначена Наталія Меклін, асистентами — Глафіра Каширіна та Катерина Титова.

### Загибель
З березня по вересень 1943 року льотчиці полку брали участь у прориві «Блакитної лінії» — системи німецьких укріплень на Таманському півострові. 
В ніч з 31 липня на 1 серпня Каширіна вилетіла на завдання в екіпажі Валентини Полуніної. Їх літак з сьомим номером був збитий вогнем зенітної батареї. Крім них, в ту ніч загинули екіпажі Висоцької, Рогової, Крутової. 
Похована в братській могилі в селі Руське (Кримський район Краснодарского края).

## Спогади подруг
Ось як згадували Глафіру Олексіївну Каширіну подруги:

Її любили за те, що вона була полковим поетом, відмінно малювала, за те, що будь-яке завдання, поставлене командуванням, завжди виконувала. Глафіра була найкрасивіша серед нас. І це була не тільки зовнішня краса, а й внутрішня.
— Ксения Карпунина

У мене не було рідних братів і сестер. Я заздрила дівчатам, які розповідали про свої великі родини, і ставилася до Іри як до сестри. Все в ній подобалося мені: м'які риси обличчя, брови врозліт, чарівна усмішка, що відкриває рівні білі зуби. Іра була для мене втіленням жіночності, тієї самої жіночності, якої, на мою думку, дуже бракувало мені самій, непосидючій дівчині з короткою хлоп'ячої стрижкою.
Іра була дуже вразливою, емоційною і тонкою натурою…
…Іра Каширіна була дивовижною людиною. Вона привертала до себе і лагідною усмішкою, і дивовижною чуйністю. Її не тільки любили, до неї всі тяглися. Чи заповзла в душу туга, чи було кому-небудь важко, чи спіткала кого невдача, Іра завжди однією з перших помічала недобре. Підійде своїм легким нечутним кроком, ласкаво загляне в очі подрузі, і відразу під поглядом Ірки-Глафіркі ставало тепло, просто, легко.— М. П. Чечнева, 2006
Мені досі не віриться, що Іри немає. Відчувається іноді, що вона живе десь далеко-далеко і так само зігріває людей теплом своєї щедрої душі. І вона дійсно продовжує жити в пам'яті бойових подруг, в їх серцях.
Іра була поетичної натурою. Ось чому мені хочеться закінчити розповідь про неї рядками віршів, які я прочитала в 1961 році в журналі «Робітниця». Поет ніколи не бачив мою дорогу Ірку-Глафірку, але присвятив вірші пам'яті героїчно загиблої дівчини-комсомолки штурмана Іри Кашириної:
…А я солдат іншого покоління,

І совісно мені нині перед тобою,

Що, запізнившись на рік, як на мить,

Не поквапився з тобою разом в бій.— М. П. Чечнева, 2006

## Нагороди
- Орден Червоного Прапора (27.4.1943)[1]
- Орден Вітчизняної війни II ступеня (2.9.1943)[11]